# Scapanus latimanus
Scapanus latimanus — вид ссавців родини кротових (Talpidae). Він є ендеміком США, де зустрічається в північній Каліфорнії, Неваді та Орегоні на висоті до 3000 м над рівнем моря.

## Таксономія
Раніше вважалося, що цей вид має ширший ареал, що досягає північної частини Нижньої Каліфорнії, Мексика, з роз'єднаною популяцією далі на південь у Сьєрра-де-Сан-Педро-Мартір. Однак таксономічні та морфологічні дослідження показують, що підвид у південній Каліфорнії та найпівнічнішій частині Нижньої Каліфорнії є окремим видом, S. occultus, а підвид Sierra de San Pedro Martir також є окремим видом S. anthonyi. Через це вважається, що ареал S. latimanus обмежений США.
Було визнано до 12 підвидів S. latimanus, але S. anthonyi та S. occultus були розділені як окремі види. Аналіз решти підвидів виявив, що більшість із них є молодшими синонімами інших підвидів; за цією класифікацією залишилося лише 4 підвиди: S. l. latimanus, S. l. minisculus, S. l. insularis, S. l. parvus.

## Опис
Scapanus latimanus можна відрізнити від інших видів Scapanus за його темно-коричневим або сріблястим хутром, коротким, м’яким і схожим на плюш, рівномірного забарвленняа також 40–44 нерівномірно розташованими одногорбковими зубами. Тіла дорослих особин короткі та циліндричні з довгою та загостреною мордою. Передні лапи сильно розширені зі сплощеними долонями і довгими важкими кігтями. Хвіст мізерно вкритий жорстким волоссям. В середньому довжина тіла коливається від 14 до 18 см, причому самці трохи більші за самиць. Популяції у більш вологому середовищі також, як правило, мають більші особини, ніж особини з південних, більш сухих районів. Зубна формула Scapanus latimanus така:3.1.4.3/3.1.4.3× 2 = 44.
Його каріотип 2n = 34, FN = 64. Як і для більшості кротів, йому потрібні вологі, пухкі ґрунти, де вони поїдають дощових черв'яків, комах, інших безхребетних і деякі рослинні речовини.
Scapanus latimanus є викопним ссавцем, який більшу частину свого життя живе під землею. Лише одна тварина займає нору за один раз, і якщо нора була звільнена, вона часто знову зайнята протягом 2 днів. Тунелі, як правило, прокопують набагато нижче рівня поверхні, а надлишки землі видаляють за допомогою шахт, які проходять збоку та вертикально до поверхні. Надлишок землі, що виштовхується з цих стовбурів, утворює чіткі вулканоподібні кургани з більш старою землею, спрямованою до зовнішньої основи. Іноді прокопують неглибокі поверхневі тунелі, які утворюють гребінь у ґрунті на поверхні. Як часто використовуються ці тунелі, невідомо, оскільки вони використовуються нерегулярно.